# Palais Crailsheim

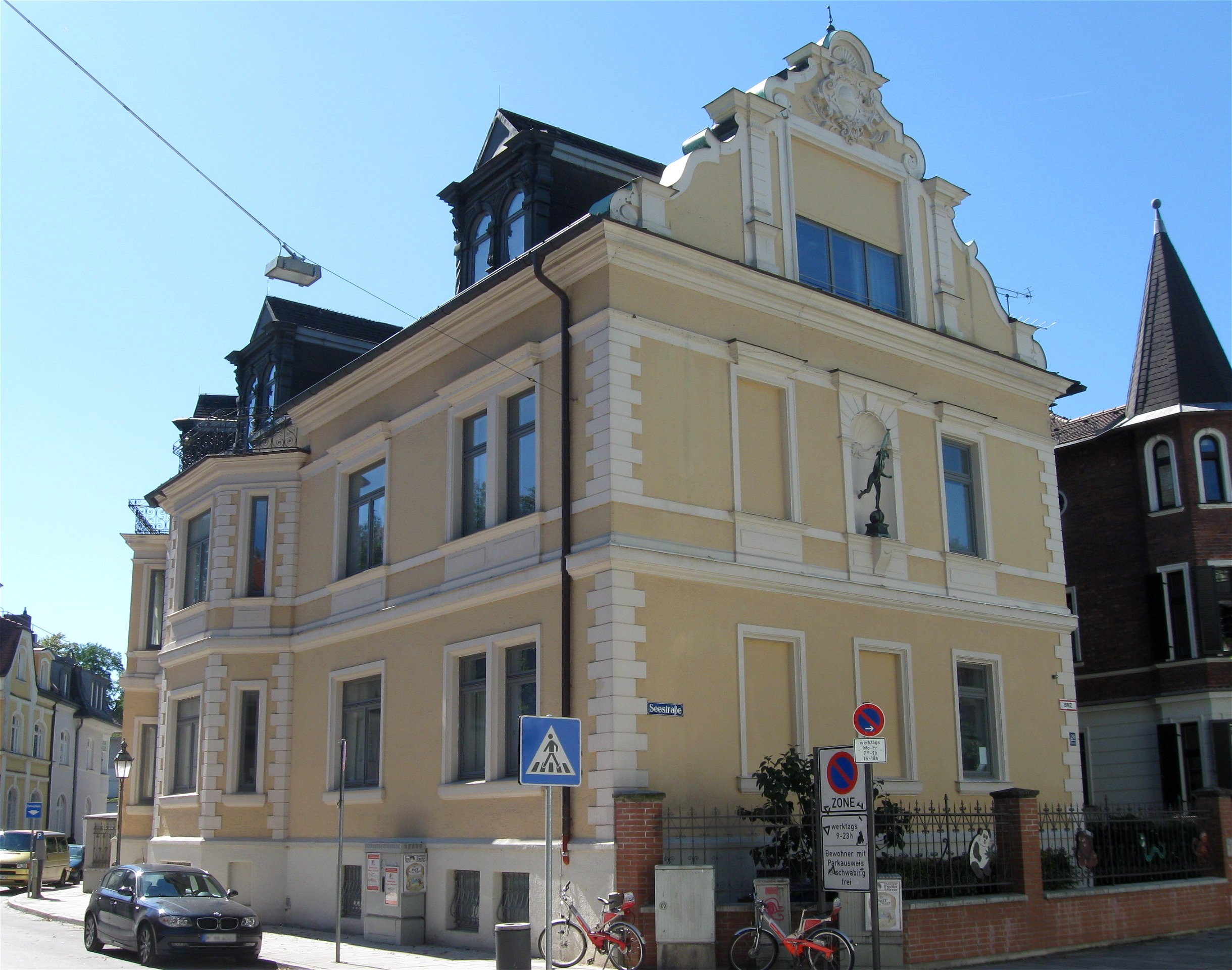
Palais Crailsheim

Das Palais Crailsheim ist ein denkmalgeschütztes Gebäude in München-Schwabing.
Dieser freistehende, zweigeschossige Eckbau (Seestraße 20) mit Satteldach, Erkern und Schweifgiebeln wurde 1891 und 1892 im Stil der Neurenaissance von Josef Vasek erbaut. Er befindet sich in unmittelbarer Nähe zum Englischen Garten. Die Fassade ziert eine Skulptur des römischen Gottes Merkur. Von 1902 bis 1903 wurde eine eingeschossige Remise mit Mansarddach und Schweifgiebel-Risalit im südlichen Gartenteil errichtet.